# Leon Góes
Leon Góes (Natal, 15 de agosto de 1964) é ator brasileiro, irmão do diretor Moacyr Góes.

## Filmografia

### Cinema
| Ano  | Filme                        | Personagem                               |
| ---- | ---------------------------- | ---------------------------------------- |
| 2019 | O Trampo                     | —                                        |
| 2013 | Bonitinha, mas Ordinária     | Peixoto                                  |
| 2013 | Tainá - A Origem             | Bu                                       |
| 2013 | A Dança de Feliciano         | Feliciano                                |
| 2007 | O Homem que Desafiou o Diabo | Corcunda Lombroso                        |
| 2004 | Irmãos de Fé                 | João                                     |
| 2004 | Um Show de Verão             | Gerente                                  |
| 2003 | Maria, Mãe do Filho de Deus  | Apóstolo Tiago                           |
| 2003 | Dom                          | Diretor de teatro                        |
| 2002 | A Paixão de Jacobina         | Jacó Mula                                |
| 1996 | Tieta do Agreste             | Ascânio Trindade                         |
| 1994 | Veja Esta Canção             | Zé Maria (segmento "Pisada de Elefante") |
| 1986 | A Cor do Seu Destino         | —                                        |

### Televisão
| Ano  | Título                                          | Personagem         | Notas                         |
| ---- | ----------------------------------------------- | ------------------ | ----------------------------- |
| 2019 | Os Homens São de Marte... E é pra Lá que Eu Vou | Heitor             | Episódio: "Tudo Novo de Novo" |
| 2007 | Donas de Casa Desesperadas                      | Thomas Salgado     |                               |
| 2003 | Linha Direta                                    | João Alamy Filho   | Episódio: "Irmãos Naves"      |
| 2000 | Laços de Família                                | Bento              |                               |
| 1998 | Você Decide                                     | Henrique           | Episódio: "A Mulher Ideal"    |
| 1996 | A Vida como Ela é...                            | Vários Personagens | 13 episódios                  |

## Peças teatrais
Integrou a Companhia de Encenação Teatral, dirigida por seu irmão, Moacyr Góes.
Peças em que atuou:
- "Baal" (pela qual ganhou o prêmio de ator revelação)
- "Bonitinha mas Ordinária"
- "Os Justos"
- "Divinas Palavras"
- "Pinóquio"
- "A Almanjarra"
- "Romeu e Julieta"
- "O Livro de Jó"
- "Fausto"
- "Gigante da Montanha"
- "Epifanias"
- "Trilogia Tebana"
- "Gregório"
- "A Visita da Velha Senhora"
- "Escola de Bufões" (pela qual recebeu o Prêmio Mambembe de Melhor Ator).
- A Falecida[3]

Atuou e fez a adaptação e direção da peça "Chico Doido de Caicó".
Dirigiu "Rainha Esther", com Ida Gomes.